# Psykiatriens historie
Psykiatrien har gennemgået en lang udvikling, inden den har antaget den form, den har i dag. Lange perioder af psykiatriens historie har været præget af manglende evne til at diagnosticere psykiske sygdomme, hvorfor man i ældre tid i stedet valgte at isolere de syge fra det øvrige samfund, lige som man snarere behandlede de synlige symptomer end selve sygdommen. I anden halvdel af 1800-tallet og begyndelsen af 1900-tallet lykkedes det at bestemme enkelte årsager til psykisk sygdom. I første halvdel af 1900-tallet eksperimenteredes med forskellige behandlingsmetoder med beskedne resultater, og først i løbet af anden halvdel af 1900-tallet lykkedes det at finde behandlingsmåder, der for alvor kunne neddæmpe symptomerne og ligeledes at opstille videnskabeligt begrundede årsagsforklaringer. Det har bevirket, at vægten er på ambulant behandling, selv om indlæggelser fortsat finder sted.

## De enfoldige i ånden (tiden indtil 1650)
Sindssyge var kendt og beskrevet allerede i oldtiden: hos grækerne (Hippocrates, Asclepiades, Aretæus fra Kappadokien, Soranus) og senere hos romerne (Celcus, Cælius Aurelianus), der alle synes at have studeret og beskrevet tilstanden.
Det er påfaldende og tankevækkende, at omsorg for fattige, krøblinge og syge hørte til blandt de første opgaver, som de ældste middelaldersamfund efter kristendommens indførelse tog fat på. Det var især i byerne – datidens tættest befolkede samfund – at denne forsorg først blev sikret. 34 institutioner i Konstantinopel i den byzantinske tid, sindssygeanstalter i Jerusalem og de siden arabiske lande i Nordafrika og Lilleasien: I Bagdad, Damaskus, Cairo og Fez. Siden bredte de sig tillige til de arabiske besiddelser i Europa, hvor tilsvarende anstalter oprettedes i Spanien i det 15. århundrede, således i Valencia 1409, i Barcelona 1412, i Zaragoza (1425), i Sevilla 1436, i Barcelona (1481) og i Toledo (1483).
I Mellemeuropa havde byen Elbing allerede i middelalderen et "Tollhaus" knyttet til den Tyske Ordens hospital. Blandt andre steder kan nævnes Saint Mary of Bethlehem oprettet i London i 1247. Fra det 16. århundrede kendes forskellige anstalter i Tyskland: i Nürnberg og Hamburg. Ligeledes Wiens »Narrenthurm« er kendt. 1533 omdannedes klostrene Haina, Merxhausen og Hofheim til anstalter for psykisk syge. I England indrettedes 1547 Bethlem Hospital til sindssygeanstalt, mens de franske anstalter Charenton, Bicêtre og Salpêtrière først stammer fra 17. århundrede. Fælles for disse tidlige anstalter var, at de ikke udførte lægebehandling af de sindssyge, men kun tilsigtede at afsondre de sindssyge, der blev anset som værende farlige og besværlige. I bedste fald kunne anstalterne yde dem god pleje.
I Norden var i middelalderen de såkaldte "helligåndshuse" forvaltet af klostrene. En af de ældste kendte anstalter (også i Europa) var "Helligåndshuset" i Uppsala, der i 1305 indrettedes til brug for syge »vandrere« og sindssyge.

## Samfundets udskud og udstødte (1650-1800)

### Danmark
Efter reformationen i Nordeuropa blev klostrenes helligåndshuse overladt til de respektive myndigheder i købstæderne, med det til følge at samfundets tilfældige svende var overladt til sig selv. De første forsøg på en offentligt forestået løsning for kongerigets ildesete borgere skete i 1600-tallets København, der i 1605 oprettede Tugt-, Rasp- og Forbedringshuset, som lå på Christianshavns Torv. Der var kun få behandlingstilbud der, men hovedformålet var en forskelsløs indespærring af socialt afvigende: omstrejfere, fattige berøvet muligheden for at skaffe sig udkomme, forbrydere, værkbrudne samt gale og afsindige.
I 1800-tallet blev udtrykket dårekiste datidens betegnelse for værelserne på det psykiatriske hospital Sct. Hans Hospital, hvor opbevaring var normen. Kun få medicinske behandlinger blev forsøgt på denne tid, hvor sindssygdom blev betragtet som en form for dårskab. Foruden forplejning, senge og tøj bestod indsatsen mest i behandling af egentlige sår og skader, åreladninger samt brug af remme til fastspænding af de syge ved raserianfald.
Det hører imidlertid også med til billedet, at mange velmenende borgere støttede disse bestræbelser med forskellige økonomiske og andre bidrag til institutionerne. Eksempelvis lod en enkelt borger donere 43.000 rigsdaler efter sin død.

### Frankrig
Samtiden hæftede sig ved, at der ikke sjældent var sammenfald mellem dem, der led af sådanne dårligdomme, og dem, som levede et usædeligt levned. Det var derfor ikke underligt, at man sluttede sig til en forbindelse, der blev opfattet som en straf for synd, og som man derfor forsøgte at sætte ind imod.
I 1676 dekreterede Louis 12. etableringen af hôpitaux generaux (offentlige hospitaler) i Frankrig. Disse hospitaler skulle huse "svirebrødrene, de ødsle fædre, fortabte sønner, blasfemikere, mennesker, som forsøgte at ødelægge sig selv (og) libertinere". Dette dekret markerede begyndelsen til den følgende tids indespærring af de sindssyge. I virkeligheden var også de franske hôpitaux generaux blot opbevaringsanstalter. Terapi blev ikke anvendt, og de indsatte, der ligefuldt omfattede fattige, hjemløse vagabonder, prostituerede, svindlere, udstødte og syge, blev holdt fængslede i aflukkede rum, pisket, lænket og levede under uhygiejniske forhold. Man havde ideer om, at de indsatte skulle oplæres i en bestilling og have et arbejde, men den blandede sammensætning og det store antal, der blev samlede på eet sted, modvirkede disse intentioner. Senere dannede de franske institutioner udgangspunkt for afskibningen af uønskede elementer til de franske kolonier på det amerikanske kontinent: Canada, Louisiana og de caribiske øer. 

### Grundlaget for faglig ekspertise
Disse anstalter fik imidlertid den største betydning, idet en følge af deres oprettelse var, at kundskaber hos institutionernes ansatte, de egentlige forgængere for egentlige psykiatere, blev udviklet. Netop på de store statslige anstalter kunne psykiaterne samle viden om sindssygdommenes årsager, behandling og forløb takket være muligheden for at følge de indlagte. Oprettelsen af sindssygehospitaler og -afdelinger var således forudsætningen for, at psykiatrien kunne udvikle sig til et indsigtsbaseret lægevidenskabeligt speciale. I begyndelsen var denne indsigt beskeden og hvilede i nogen grad på fordomme. Man gik ud fra den tanke, at den "forstyrrede" forstand ved heftige sindsbevægelser eller ubehagelige oplevelser på radikal vis kunne bringes "i orden", og behandlingen forsøgte med skræmmende eller på anden måde stærkt belastende påvirkninger af nervesystemet så at sige at bringe patienten til fornuft. Med henblik herpå gjorde man forsøg med at kaste den sindssyge i et slangefyldt hul for derved at chokere vedkommende tilbage til sine sansers fulde brug. Desuden forsøgte man sig med at give indsprøjtninger med dyreblod (fx lammeblod); ikke sjældent døde patienter af anafylaktisk shock ved disse behandlinger. På trods af de mindre gode erfaringer regnede disse tidlige psykiatere sig som en del af lægestanden, idet de mente, at disse anstalter blev drevet på en terapeutisk måde, som gjorde arbejdet en lige så stor videnskab som kemi og anatomi.

## Lad dem se lyset (1800-1850)
Det var den franske revolution der skulle indlede opgøret med kriminaliseringen af de gale.
Efter den franske revolution blev mange af de indespærrede den 24. maj 1798 frigivet foranlediget af anstaltens leder Jean-Baptiste Pussin (1745-1841) under ledelse af psykiateren Philippe Pinel (1745-1826), der under revolutionen var blevet udnævnt til ansvarlig for Bicêtre uden for Paris, under indtryk af de umenneskelige vilkår, de sindssyge hidtil havde haft. De syge, der havde været indespærret i celler og i lænker, blev nu for første gang i deres tilværelse på anstalten, tilladt at komme ud i dagslyset og frigjort for deres lænker. Det skulle hurtigt vise sig, at den frygt, man i visse kredse havde næret for hvad de indespærrede kunne finde på ved frigørelsen, var ubegrundet. Senere blev Pinel direktør for La Salpétiére (galeanstalten for kvinder) og lod her fjerne de lænker fra patienterne, som de tidligere havde måttet bære. Sine tanker om sindssyge offentliggjorde han i bogen Traité médico-philosophique sur l’aliénation mentale; ou la manie. Pinel var den første, der forsøgte at underinddele sindssyge, i fire grupper: "maniske", "melankolske", "demente" og "idioter", lige som han forklarede deres oprindelse ved arv og miljømæssig indflydelse. Han foreslog at lade en særlig gruppe af læger tage sig af de syge. Hans studier og tiltag repræsenterede den første psykiatriske revolution, og skulle blive en inspiration for psykiatere i den følgende tid. Der udvikledes to skoler eller retninger: den franske og den tyske psykiatriske skole.
Den tyske læge Johann Reil dannede i 1808 ordet psykiatri (psychiaterie) med betydningen "studiet af sjælen". I 1803 beskrev Reil de tidlige vogtere som "dem, der med det samme trådte frem for at forbedre alle de sindssyge." Han omtalte dem som en "dristig gruppe af mænd, som turde påtage sig denne gigantiske ide om at udslette en af de mest ødelæggende pestilenser fra jordens overflade". Han mente således at de ville være i stand til at udrydde sindssygdommene. Reil var den første til at sidestille den psykiatriske behandlingsmetode med de medicinske og kirurgiske metoder.

### Syndsbetinget sindssyge
Grundtanken, som praktiseret i de tyske anstalter (og som skulle finde vej til Danmark) og blev kendt som psykikiske retning, var, at sindssyge var betinget af et umoralsk levned. Målet med behandlingen blev derfor, at patienten først skulle nedbrydes, brutaliseres – "nulstilles" – og herefter vænnes til absolut lydighed. Midlerne var ydmygelser, badekure (dels langvarige ophold i badekar tildækket med lagen, dels varme bade, dels strandbade,dels kolde regnbade), sultekure (diæter), tvangsopstillinger og brug af pisk, tvangsstol og trædemølle. Således nedbrudt skulle patienten dernæst anspores og belønnes med positive virkemidler. Galskab var, ifølge Reil og tysk naturfilosofi, at se som en form for synd, der skulle fordrives. Hans behandlinger inkluderede massage, piskning, tampning og opium. Dr. med. John G. Howells vurderer i "World History of Psychiatry" fra 1975, at Reils anbefaling af disse helbredelsesmetoder for sindslidelser i væsentlig grad bidrog til at etablere psykiatrien som et lægeligt speciale. Alle behandlinger blev begrundede ved den helbredsfremmende virkning, som de formodedes at have.
I 1840-erne vurderede dr. Thomas S. Kirkbrade, som var inspektør ved Pennsylvanias Sindssygehospital i USA, at
"de nylige tilfælde af sindssyge normalt er meget lette at helbrede".
En tilsvarende optimisme havde man i Danmark. I 1880 udtalte overlæge Steensberg fra Sct. Hans Hospital i en officiel beretning, at:
"En akut Sindssygdom, som angriber et for øvrigt sundt Individ, lader sig i Regelen saa fuldstændig helbrede, at Patienten aldrig senere bliver angreben af nogen lignende Sygdom, ja aldrig senere føler den mindste Mindelse af, at han en Gang har været sindssyg."
Til trods for, at antallet af langvarige indlæggelser (og dermed kronisk syge) voksede, mistede de tidlige psykiatere aldrig denne optimisme med hensyn til anstaltopholdenes helbredende virkning.

### Sindssygen som fagligt område
Endnu et vigtigt fremskridt i datiden var, at sindssygen blev udskilt som et medicinsk fagområde. I England, Frankrig og Tyskland begyndte læger allerede på denne tid at specialisere sig inden for det psykiatriske område og arbejde for at få det anerkendt som en del af lægevidenskaben.

## Sindsro og arbejde (1850-1918)
En anden følge af Pirels virke var oprettelsen af nye psykiatriske institutioner uden indespærring og ofte lagt i landområder dels af økonomiske, dels af terapeutiske hensyn: i USA oprettedes fx Eastern State Hospital i Williamsburg 1773 og The Retreate, oprettet 11. maj 1796 af kvækeren William Tuke i York. I begyndelsen af 1800-tallet blev William Ellis, der var metodist og som i 1817 var blevet udnævnt som superintendent på det nyligt byggede Riding Pauper asyl i Wakefield, en førende talsmand for indførelsen af "terapeutisk beskæftigelse" som behandlingsmåde. Lignende tanker blev praktiseret af fx Robert Gardiner Hill i Lincoln (Lincolnshire, England) samt af John Adams og John Conelly (ligeledes England).
Omkring midten af 1800-tallet vandt offentlige plejeinstitutioner frem i mange lande, ikke mindst i USA, hvor talrige nye sygehuse byggedes, hvorefter patienter i stort tal blev overførte fra tidligere private til offentlige sygehuse. For Danmarks vedkommende skete det første forsøg på institutionalisering af psykiatrien med oprettelsen af Sct. Hans Hospital på herregården Bistrupgård ved Roskilde i 1816, Jyske Asyl i Risskov ved Århus blev taget i brug i 1852, Oringe ved Vordingborg i 1858, Viborg i 1877 og Middelfart i 1888. Københavns Kommunehospital fik sin afdeling for sindssygdomme i 1875, og Sct. Hans Hospital ved Roskilde blev udvidet flere gange. Oprettelsen af disse anstalter var et udslag af en stærkt voksende kritik af dårevæsenet i 1800-tallets midte, ikke mindst fremført af lægen Harald Selmer, der tillige udgav den første dansksprogede lærebog i psykiatri. Med den nye generation af psykiatriske læger, der omfattede Jens Rasmussen Hübertz og Selmer, indledtes et paradigmeskifte i opfattelsen af sindslidelsernes karakter. Det er sammenfattet hos Selmer i formuleringen:
"At de Afsindige hverken ere mere eller mindre end Syge",
hvormed han tilkendegav opfattelsen, at afsindighed er at betragte som en legemlig sygdom, der ytrer sig ved sjælelige symptomer.
Også overlæge ved sindssygeanstalten i Viborg, Christian Geill, anførte i 1891 at:
"Sindssygdom er altid en Sygdom i Hjernen, paa samme Maade som Lungebetændelse er Sygdom i Lungen"
eller som overlæge Knud Pontoppidan ved Kommunehospitalets Sjette Afdeling for Nerve- og Sindssygdomme formulerede det:
"Det, vi have at gøre med i vor Egenskab af Læger, er legemet; dersom der gives noget saadant som Sygdomme af Sjælen, saa kunne vi ikke gøre Noget derved. Negative og positive sjælelige Symptomer ere for os kun Tegn til, hvad der ikke gaar for sig eller hvad der gaar forkert for sig i de højeste Nervecentrer."
Psykiaterne forsøgte ud fra disse overbevisninger at finde frem til arvelige eller degenererede dispositioner som årsag til sindslidelserne. Det lykkes imidlertid ikke selv med baggrund i adskillige obduktioner at identificere og påvise synlige forandringer i hjernen. Somatose-postulatet forblev en tese. Det lykkedes af samme grund heller ikke psykiaterne at nå frem til en bare nogenlunde fælles, entydig og konsistent beskrivelse af de forskellige former for sindslidelser.

### Moralsk behandling
Et vigtigt punkt i sindssygeplejen var behandlingen, og her vandt en ny metode frem: moralsk behandling. Kendetegnende for hele denne virksomhed var en tankegang, der blev formuleret således af Christian Geill:
"Efter min Mening er det ikke blot Sindssygelægens Opgave at søge at helbrede den akut syge, men ogsaa at arbejde paa at redde den Rest af aandeligt Liv, der er tilbage hos den kronisk syge, at holde hans Arbejdslyst og -evne levende og gøre ham til at tilfredst Medlem af det lille Samfund, som hans Sygdom henviser ham til."
Til trods for denne tankegang erkendte sindssygelægerne, at der fortsat var mennesker for hvilke det gjaldt, at principperne om en behandling uden indespærring ikke lod sig gennemføre. Geill udtrykte det således:
"ingen, som nogensinde har haft med sindssyge at gøre, vil være det mindste i Tvivl om, at der findes mange sindssyge, som det ikke alene er nødvendigt, men ogsaa gavnligt at holde under Laas og Lukke."
Ud fra tidens tankegang blev der i behandlingen af de syge lagt vægt på beskæftigelsesterapi. Lægerne anså, at fysisk virke havde en fremmende virkning for patienternes legemlige og sjælelige velbefindende og tillige virkede beroligende på de uhelbredeligt sindssyge. Vigtigt var det at styrke patienternes selvfølelse; arbejdets karakter skulle stemme overens med de enkelte patienters evner og muligheder. En tysk psykiater blev kendt for at have udtalt, "at han havde helbredet flere Patienter ved Hjælp af Hjulbøren end ved sit Medicinskab".
En anden side af den moralske behandling var opretholdelsen af lægens autoritet. Man anså det forhold, at lægen udviste myndighed og vilje, som værende af største betydning. Patienterne skulle bringes til at bøje sig for anstalternes husorden og for overlægens myndighed og herredømme. Moralbehandling blev beskrevet af Theodric Romeyn Beck fra New York på denne måde:
"Overbevis de vanvittige om, at lægens og vogterens magtbeføjelser er absolutte"
og
"hvis de er uregerlige, forbyd dem andres selskab, anvend spændetrøjer og luk dem inde i et mørkt og stille rum".
Det, som sindssygeantalterne tilbød de syge, var derfor en tilværelse under ordnede forhold og stadigt opsyn, hvor personalet havde ansvar for patienternes velbefindende og kunne gribe ind i fornødent omfang. Det havde største betydning for mange patienter, men når de syge fik et anfald, måtte man skride til gammelkendte tvangsmetoder.

### Forsøg på medicinsk behandling
Med udgivelsen af Rudolf Virchows "Cellular Pathology as Based upon Physiological and Pathological Histology" i 1858 blev grunden til det moderne lægefag som en profession baseret på empirisk videnskab lagt. Studiet af patologi som sygdommes fænomenologi kombineret med studiet af bakteriologi som årsagen til smitsom sygdom, forankrede lægegerningen som studiet af kropslige sygdomme på basis af naturvidenskab. Samtidigt udviklede psykiatere deres egne metoder uafhængigt af den videnskabelige model. To hovedretninger skilte sig ud: den biologiske psykiatri søgte at fastslå sindssyge som en biologisk betinget sygdom, mens den psykikiske retning så umoralsk levned, seksuelle udskejelser og synd mod helligånden som de væsentligste årsager til udvikling af sindssygdom. Tankevækkende nok har eftertiden givet begge ret, idet en stor del af sygdommene nu forklares i den biologiske psykiatri, men det har tillige vist sig, at også folks levevis kan fremme sygdommen (fx syfilis) og fremkalde hjerneskader (fx ved brug af LSD), der den gang faldt under psykiatriens område.
I lighed med den øvrige lægevidenskab søgte psykiatrien også at udvikle nye og mere effektive behandlinger, hvorfor adskillige eksperimenterende behandlinger blev afprøvet. Mange af disse behandlingsmetoder blev fulgt af historier om gode resultater og påstande om højt udviklet ekspertise, der siden efterfølgende er blevet tilbagevist og som derfor snarest må tilskrives datidens forhåbninger.

#### Darwins stol
Disse behandlinger inkluderede forsøg som "Darwins Stol". Dette var en slags karrusel. På en briks i den ene ende af en horisontal stangarm, som blev drevet rundt ved et mekanisk værk, fastspændtes den syge i liggende stilling og med hovedet i periferien. Denne anordning kunne præstere indtil 125 rundture i minuttet. På denne måde gav man den sindssyge rundture, der kunne bevirke blødninger på øjnenes bindehinder, indtil blodet sivede fra mund, ører og næse. Formålet var at gøre den syge livræd, og dette lykkedes da også. Imidlertid viste det sig snart, at dette behandlingsredskab ingen psykiatrisk gavnlig effekt havde, og det blev atter taget ud af behandlingsmidlernes række.

#### Tidlige medicinske behandlinger
Nye medicinske behandlinger blev igangsat: i 1855 blev depressive patienter behandlet med opiumkure, fra 1866 anvendtes brom, fra 1869 kloralhydrat og fra 1903 barbiturater som beroligende midler. Formålet med disse behandlinger var at give patienterne den absolutte ro, som man anså for at være en vigtig del af helbredelsesprocessen, og desuden som middel til angstdæmpelse ved behandling af mani og melankoli. Man var dog opmærksom på, at disse behandlinger meget let kunne udarte sig til en art "kemisk spændetrøje", og brugen af kemiske præparater blev derfor kritiseret, blandt andet af overlægen i Risskov, F. Hallager og af Knud Pontoppidan.
Fra 1887 indførte Julius Wagner-Jauregg i Wien "feberterapier", idet han frembragte feber ved hjælp af streptokokker, der forårsager rosen, tuberkulin, der er et ekstrakt af dræbte tuberkel-bakterier, dræbte streptokokker og dræbte Salmonella typhi. Der var her tale om for første gang at anvende sådanne midler i et forsøg på aktivt at bekæmpe sindssygen, idet man havde iagttaget, at feber tilsyneladende havde en gunstig indflydelse, men endnu var det teoretisk-medicinske grundlag kun svagt udviklet. Først senere skulle metoden blive videreudviklet og afprøvet i langt større omfang.

### Kliniske studier
På samme tid gjordes der kliniske studier, som senere skulle få betydning for behandlingen af patienter. I 1860 skrev overlæge på Sct. Hans Hospital Valdemar Steenberg således en disputats om den Syphilitiske Hjernelidelse, hvori han angav syfilis som årsagen til sygdommen. Senere fulgte et omfattende studie ved reservelæge på Sct. Hans, Christian Jespersen, der kunne påvise, at af patienter med dementia paralytica var 77% smittet med syfilis og sluttede sig til en sammenhæng. I 1905 blev årsagen til syfilis, en bakterie kaldet Treponema pallidum påvist af tyskeren Fritz Schaudin, og i 1913 blev bakterien fundet i hjernen på en død paralytiker. Det var i virkeligheden et gennembrud for forskningen, men endnu savnedes egnede metoder til behandlingen af sygdommen.
Et andet tidligt gennembrud var forsøg med litium ved behandlingen af depressioner. Denne behandling blev foreslået af danskeren Carl Lange i 1866, idet det antoges, at tilstanden var forårsaget af forstyrrelser i urinsyre-omsætningen, og at litium kunne have en god effekt på stemningssymptomer ved at danne litiumsalte med urinsyre. Der blev trykt undersøgelser af effekten, men metoden blev opgivet, da man erkendte, at urinsyre-teorierne var forkerte. Først i anden halvdel af det 20. århundrede skulle litium blive genopdaget som et effektivt virkende behandlingsmiddel.

### Klassifikationer af sindssygdomme
I begyndelsen af 1900-tallet nærede psykiatrien et håb om nærmere at fastslå årsagerne til sindslidelser. Psykiatere undersøgte, om sindssygdom kunne være forårsaget af en gift og kunne blive kureret med en modgift, mens andre undersøgte, om sindssygdom i stedet for at være en sygdom kunne være en manglende evne til at tilpasse sig omgivelserne. Nogle begyndte at gå bort fra at bruge det gamle udsagn "kronisk og uhelbredelig". De insisterede på at psykiatri, til trods for manglen på fremgang i hyppigheden af raskmeldinger, havde gode udsigter til at behandle og helbrede syge. Den amerikanske forsker Shephard Ivory Franz mente imidlertid i 1916, at
"Vi har ingen fakta, som i dag sætter os i stand til at lokalisere de psykiske processer i hjernen bedre, end det var tilfældet for 50 år siden."
I mangel af sikre diagnoser og egentlige virkemidler til at helbrede sindssyge kastede man sig ud i at klassificere sindssygdomme i typer. Allerede i 1845 havde den tyske psykiater Wilhelm Griesinger gjort sig til talsmand for, at alle psykiske lidelser var organiske hjernelidelser, og at de ulige former var stadier af samme sygdom. Harald Selmer foreslog i 1850 at skelne mellem moralsk afsindighed, vanvid, monomani, demens, fatuitet (forvirring), melankoli og mani. I 1883 havde den tyske psykiatripionér Emil Kraepelin i sin ferie medtaget samtlige sygejournaler fra patienter indlagt i München og derefter foretaget en opdeling af dem i grupper på grundlag af nogle i forvejen fastlagte kendetegn. Det førte blandt andet til en skelnen mellem maniodepressioner og andre (der siden skulle blive benævnt skizofreni). Desuden forsøgte han at skelne mellem ydre faktorer og anlæg eller andre indre forhold hos patienten. I 1910 dannedes ordet skizofreni (Schizophrenie) af Eugen Bleuler. I 1920'erne udgjorde diagnostiserede skizofrene som regel 50-60 % af de indlagte på sindssygehospitalerne.
Kraepelin fastholdt den somatiske forklaring fremført under den biologiske psykiatri. I 1918 definerede han en psykiater som en absolut hersker, som, ledet af den daværende viden, ville være i stand til skånselsløst at gribe ind i folks livsforhold og med sikkerhed inden for få årtier opnå en tilsvarende nedgang i sindssygdom. 1. verdenskrig var i fuld gang, da Kraepelin etablerede et psykiatrisk forskningscenter i Tyskland med det formål at:
"fastslå de psykiske sygdommes natur og finde frem til teknikker til deres forebyggelse, lindring og helbredelse. Vi har allerede gjort fremskridt som vil gøre det muligt for os at sejre over de frygteligste plager, som kan true mennesket".

## Eksperimenternes tid (1918-1945)

### Psykoanalysen vinder frem
I første del af 1900-tallet vandt psykoanalysen anført af Sigmund Freud frem som en fornyelse i den centraleuropæiske psykiatri, og den spredte sig hurtigt til USA. Psykoanalysen adskilte sig fra den biologiske psykiatri dels ved sin metode, der bestod i ved samtaler med patienten at trænge ind i dennes ubevidste psykiske processer, dels i fortolkningen af psykisk sygdom, der ansås at være en individuel reaktion på den enkelte patients livssituation.
Psykoanalytikerne begyndte snart at vinde frem og opfattedes derfor som en udfordring for de, der anså den biologiske psykiatri som den eneste videnskabeligt funderede analyse- og behandlingsform.

### Et tåleligt liv på institution
Det var fra starten psykiaternes hensigt, at opholdet på sindssygehospitalerne skulle være af begrænset varighed. Ret tidligt gjorde man et skel mellem dem, man anså for helbredelige, og de uhelbredelige. Man mente, at jo tidligere en indlæggelse skete i et sygdomsforløb, desto bedre var mulighederne for helbredelse. Det skulle vise sig at være for optimistisk for datiden. Antallet af uhelbredelige patienter med ophold i 2 år eller mere på hospitalerne voksede stadig, hospitalerne måtte udvides, og der var vedvarende pladsproblemer.
Ikke desto mindre blev der gjort tiltag for at give de indsatte patienter de bedste vilkår. Kort efter 1. verdenskrig kunne Hjalmar Helweg konstatere, at
"Under den livlige Eksperimenteren, som kendetegner Udviklingen af Sindssygehospitalerne, har disse været anlagt efter forskellige Principper. Et særligt fra andre Hospitaler forskelligt Præg faar Sindssygehospitalerne derved, at et saa stort Antal af Sindssygdommene forløber kronisk uden at føre til Død eller Helbredelse, og disse uhelbredte Sindssyge er som oftest uskikkede til at leve blandt andre Mennesker og forplejes i deres Hjem. Sindssygehospitalerne er derfor gerne tillige Plejeanstalter for Uhelbredelige. Dels fordi man ansaa Sammenblanding af Helbredelige og Uhelbredelige for uheldig af lægelige Grunde, dels fordi man økonomisk mente at kunne klare sig med mindre kostbare Foranstaltninger over for de Uhelbredelige, fastholdt man i lang Tid en skarp Grænse mellem disse to Grupper af Syge. Man anbragte dem i helt forskellige Sindssygehospitaler eller udskilte dem i to skarpt adskilte Dele, sædvanlig kaldet Kurhus eller Helbredelsesanstalt og Plejestiftelse. Efterhaanden er man dog gaaet mere og mere over til den Anskuelse, at en skarp Grænse mellem Helbredelige og Uhelbredelige ikke lader sig opretholde, og at begge Grupper ofte har samme Krav til Behandling og Pleje, og for de tidligere saakaldte kombinerede Anstalter foretrækker man nu oftest de saakaldte blandede Anstalter uden skarp Sondring mellem Helbredelige og Uhelbredelige.
Den Omstændighed, at Friluftsarbejde paa mange, særlig kroniske Sindssyge, har en gavnlig Virkning i Forbindelse med Ønsket om at lette de for Staten og Kommunerne store økonomiske Byrder ved Sindssygevæsenet førte til, at man til Sindssygehuse ofte har knyttet Landbrug, der drives ved Patienternes Arbejdskraft. Ved mange nyere Sindssygehuse har denne Tilknytning til Landbrug i høj Grad præget Sindssygehuse's Anlægsmaade. Disse Sindssygehuse betegnes gerne som koloniale Sindssygehuse. Saavel de rent koloniale Sindssygehuse som mange andre moderne Sindssygehuse er opført i den saakaldte Pavillonstil, d. v. s., at de talrige forskellige Afdelinger, hvori Sindssygehuse af Hensyn til Patienternes forskellige sjælelige Beskaffenhed og Graden af deres Uro er delt, er spredt i særskilte, fritliggende Smaabygninger. ...
Grundlaget for Behandlingen paa Sindssygehuse er i Sygdommenes urolige Stadier og navnlig i deres tidligere Stadier en gennemført Hvilekur med langvarigt Sengeleje. Denne Behandling foregaar paa saakaldte Vagtafdelinger, hvor de Syge er under stadig Opsigt for at forebygge Voldsomhed, Selvmord o. a. Udslag af Sygdommen. Paa de senere Stadier lægger man megen Vægt paa, at de Sindssyge beskæftiges, og Sindssygehuse raader derfor over forskelligartede Værksteder o. a. Midler til Beskæftigelse med nyttigt Arbejde, ligesom ogsaa en Mængde Patienter beskæftiges i selve Hospitalets Drift. Ved adskillige Sindssygehuse anbringer man rolige, oftest uhelbredelige Patienter i Pleje (Familiepleje) hos Hospitalets Funktionærer eller Familier i Omegnen under Opsyn af Hospitalets Læger."
Men endnu savnedes – til trods for enkelte udskrivninger af patienter – egentlige sygdomsbekæmpende virkemidler i behandlingen. Det, de indsatte patienter blev tilbudt på hospitalerne, var beskæftigelsesterapi og vedvarende opsyn.

### Aktive helbredelsesforsøg
Hidtil havde sindssygehospitalerne fortrinsvis haft en patientopbevarende funktion, men tiden efter 1. verdenskrig kendetegnes ved, at der i langt højere grad end tidligere, blev grebet til forsøg med aktive behandlinger med henblik på at helbrede de syge eller i det mindste væsentligt forbedre deres tilstand. Tiden skulle vise, at resultaterne var beskedne. De må imidlertid ses i lyset dels af udfordringen fra psykoanalytikernes side, dels af ønsket om at gå fra passivitet til aktiv handling. Når som helst, der åbnedes en forhåbning om fremskridt i helbredelsen af de sindssyge, greb man den med glæde og håbede at kunne vise resultater af betydning. Ethvert nok så beskedent resultat i helbredelsen sammenlignet med ingen ting at foretage sig blev anset for et fremskridt.

#### Malariabehandling
I begyndelsen af 1900-tallet skete et gennembrud i den biologisk orienterede psykiatri da det lykkedes danske psykiatere som de første at påvise en sammenhæng mellem en syfilis-infektion og dementia paralytica, der er en kronisk infektion i hjernen, der kan optræde 10-20 år efter en syfilis-infektion. Skønsmæssigt udgjorde paralytikerne gennem hele 1800-tallets sidste halvdel og frem til 1920’erne op mod en femtedel af alle indlagte på de danske sindssygeanstalter.
Omtrent på samme tid, den 14. juni 1917, gennemførtes den første malariabehandling, idet professor i psykiatri på den psykiatriske universitetsklinik i Wien, Julius Wagner-Jauregg, indsprøjtede blod fra en malariasyg patient i to patienter med dementia paralytica. Derefter anvendte han blod fra disse patienter til at behandle endnu en lille gruppe syfilis-patienter. Syv år senere var antallet af behandlede kommet op på over 1.000. Baggrunden for at forsøge sig med denne behandling var, at Wagner-Jauregg havde iagttaget, at feberanfald tilsyneladende havde en god virkning på patienter, der havde fået diagnosticeret dementia paralytica. Han gjorde sig derfor overvejelser om at forsøge at "pode" patienter med blod fra malariapatienter, og efter at have forsøgte med andre metoder, greb han muligheden, da en soldat med kulderystelser og regelmæssige feberanfald blev indlagt på hans klinik. Behandlingen gav vellykkede resultater, ifølge Wagner-Jauregg, der skønnede, at over to tredjedele af patienterne oplevede forbedrede tilstande.
I begyndelsen af 1920’erne havde malariabehandlingen bredt sig til det meste af Europa, Sydamerika og USA. Den 2. oktober 1922 blev de to første danske patienter med dementia paralytica podet med malaria i Wien af Julius Wagner-Jauregg. De fik feber. I 1923 blev de udskrevet. Den ene døde efter krampeanfald allerede oktober samme år, mens den anden 3 år senere skrev at han var "rask og frisk". 4 ml blod fra den ene malariasyge blev indsprøjtet i en anden paralytiker. På den måde blev mange paralytikere behandlet med malaria på Sankt Hans i Roskilde i et rum, hvis vinduer er dækket med gaze, for at ingen myg kunne suge blod og smitte mennesker uden for rummet med malaria. I 1924 kunne psykiaterne på Sct. Hans Hospital konstatere, at der efter malariabehandling var en bedring at spore hos omkring halvdelen af de behandlede, og i en international undersøgelse i 1926, som omfattede offentliggjorte artikler om behandling af 2.460 patienter, var vurderingen, at en fjerdedel af de behandlede fik det meget bedre og en anden fjerdedel fik det moderat bedre, og hos den sidste halvdel var der ingen bedring at spore. Julius Wagner-Jauregg fik nobelprisen i fysiologi/medicin i 1927 for opdagelsen af den terapeutiske værdi af malariabehandling ved helbredelsen af dementia paralytica. Fra 1924 blev der også udført malariabehandlinger i Århus og Nykøbing Sjælland. Fra 1923 til 1944 døde 7 % af paralytikerne i forbindelse med denne malariabehandling, hvilket blev accepteret, fordi den ubehandlede dementia paralytica ansås for mere livsfarlig.

#### Feberfremkaldende behandlinger
Bakterien, der forårsagede syfilis og dermed også dementia paralytica, var blev opdaget i 1905, men man vidste ikke, om det var malariaen, feberen eller noget helt tredje, der hos nogle paralytikere forårsagede en vis bedring, hvor atter andre døde under behandlingen. Ansporet af de vellykkede udfald forsøgte man sig derfor i de følgende år med andre medicinske fremgangsmåder: Psykiatere frembragte feber ved at indsprøjte bl.a. terpentinolie, urin, svovl og komælk i muskler. Resultaterne var uklare: på Universitetsklinik Budapest gav mælkeindsprøjtningsterapi i 1922 følgende udfald: 20% kom sig helt, 20% fik det bedre, 24% var uforandrede, 13% fik det værre, 23% døde.
Man forsøgte sig også med indsprøjtninger af sulfosin, et svovloliepræparat: Overlæge Knud Schrøder fra Odense indsprøjtede sulfosin i skizofrenes muskler og frembragte herved høj feber. Sulfosinindsprøjtning blev afprøvet på flere danske hospitaler. Psykiateren Jørgen Ravn fra Sct. Hans Hospital mente, at andelen af bedringer efter sulfosinindsprøjtning ikke lå over andelen af spontane bedringer, som kunne ses hos ubehandlede skizofrene. Han afbrød indsprøjtningerne, angiveligt fordi der forekom "ret intense smerter, opkastninger, kulderystelser, vægttab og ildebefindende."
Psykiateren Paul Reiter fra Sct. Hans Hospital indsprøjtede mangan, tre forskellige typer af hormoner og en Colivaccine af patienternes egne tarmbakterier i skizofrene. Hans eksperimenter med Colivaccine-indsprøjtning gav følgende resultater: af 50 patienter kom de 13 sig helt, 10 fik det væsentligt bedre, resten reagerede voldsomt og 1 døde. Reiters manganbehandling blev taget op på flere danske hospitaler. Overlæge Hjalmar Helweg fra sindssygehospitalet i Vordingborg iagttog ikke nogen gunstig virkning, der med blot nogenlunde sandsynlighed kunne henføres til Manganbehandlingen hos i alt 95 skizofrene.

#### Chokbehandlinger
I 1930-erne og 1940-erne skete en udvikling hen imod fysiske behandlinger. Således indførte psykiatrien i årtiet mellem 1928 og 1938 helt nye behandlinger som metrozolshock, insulinshock, elektrochok og psykokirurgi. Disse metoder må ses som forsøg på at at bringe den biologiske psykiatri ud af det dødvande, mange følte, at man befandt sig i. Ph.d. Elliot S. Valenstein bemærkede, at:
"fysiske behandlinger også hjalp psykiaterne med at opnå respektabilitet inden for det lægelige område og gjorde dem i stand til mere succesfuldt at konkurrere med neurologerne, som ofte behandlede patienter med såkaldte nervøse forstyrrelser."
Overlægen på Kommunehospitalets Sjette afdeling, P.J. Reiter, fandt i 1942, at elektrochok
"… de fleste steder i verden, også herhjemme, er taget systematisk op som et fast led i hospitalsbehandlingen … og behandlingsresultaterne har allerede givet anledning til en betydelig optimisme."
I 1927 behandlede Manfred Sakel en sukkersyg skuespillerinde, der havde misbrugt morfin. Efter en overdosis insulin, der førte til en let koma, syntes skuespillerinden at være kureret for sin morfinafhængighed. I 1933 indsprøjtede Sakel insulin i store doser i skizofrene. De kunne få kramper, og til sidst gik de i koma, fordi deres krop manglede sukker. 15-30 minutter efter indsprøjtning fik patienterne glukose og kom til bevidstheden igen. Der var 30-40 chok i løbet af 2-3 måneder. I slutningen af 1930’erne var denne chokbehandling indført i USA og de fleste europæiske lande.
I 1934 indsprøjtede Lászlo Meduna kamferolie i en 33-årig skizofren mand. Manden fik et 60 sekunders epileptisk anfald. I stedet for kamfer blev senere anvendt cardiazol. Medunas metode bredte sig i USA og Europa. Victor Hahnemanns cardiazolindsprøjtninger i Vordingborg blev beskrevet på følgende måde:
"Toniske kramper, hvor kroppen bliver spændt som en bue, åndedrættet ophører, og ansigtet bliver blåligt. Derefter kommer de hurtige, kloniske bevægelser, med rykvise kramper, indtil bevidstheden mistes."
Til sammenligning en beskrivelse fra en patient:
"Ca. 10 Sekunder efter man har faaet Injektionen, bliver man med et ligesom rykket ud af sig selv ind i en anden Verden, men dog ser man de omkringstaaende ligesom i en vandklar Taage. Det er aldeles ulideligt og fuldkommen umuligt at komme ud af. Sommetider er Virkningen stærkere, sommetider svagere; når den er stærk, bliver man hallucineret (ser syner). Stuen man ligger i kommer til at ligne Helvede og man ligesom brændes af en usynlig Ild. Det er meget uhyggeligt. Men nu er det heldigvis forbi.“
I 1941 blev en stor dansk undersøgelse af chokbehandlingerne færdiggjort. Næsten 2000 mennesker var behandlet med insulin eller cardiazol i perioden 1937-1939 i de 12 deltagende danske psykiatriske afdelinger og hospitaler. Ved insulinbehandling var dødeligheden 1%, ved cardiazol 0,5%. Desuden viste der sig alvorlige skader med lunger og hjerte samt forskellige typer af frakturer. Ved insulinbehandling opnåede 2,4 % fulde remissioner, ved cardiazol 1 %. Fuld remission betød "sygdomsindsigt, adækvate emotionelle Reaktioner med fuld Arbejdsevne". Trods de tidligere store forventninger viste behandlingerne sig stort set virkningsløse og er senere blevet kaldt "en famlen i blinde".

#### Det hvide snit
Man forsøgte sig også med kirurgiske indgreb. Allerede omkring 1900 var der gjort forsøg med hjernekirurgiske indgreb med en vis fremgang, men indgrebene blev atter stoppet på grund af modstand blandt lægerne, og fornyede indgreb lige inden 1. verdenskrig havde ikke givet gode resultater. Den 12. november 1935 genoptog Egas Moniz og Almeida Lima forsøgsvis det hvide snit, også kaldet lobotomi. Metoden blev nu udråbt til at være et stort fremskridt, hvorfor den vandt stor udbredelse internationalt. De negative resultater hos forholdsmæssigt mange patienter, herunder primært personlighedsændringer, sløvsind, apati og noget stor dødelighed, blev fortiet. Skandinavien foretog flest lobotomier i forhold til befolkningens størrelse. Efterhånden voksede kritikken af metoden, og den gik kraftigt tilbage ved fremkomsten af moderne psykofarmaka.

## Nye metoder – og gamle (1945-1980)
Allerede tidligere i psykiatriens historie var der gjort tiltag med brug af kemiske stoffer for at prøve at forbedre psykiatriske patienters tilstand. De tidligere forsøg med brug af bromsalte (1838), kloralhydrat (1869) og barbiturater (1903) havde imidlertid ikke givet lovende udfald. Situationen ændredes først efter 2. verdenskrig. I 1950-erne og 1960-erne introduceredes psykofarmaka, som var udviklede til at nedbringe de symptomer, som er forbundet med sindssygdomme. Samtidig indførte psykiatrien et system til at diagnosticere sindslidelser, der i dag har medvirket til systemer som DSM-IV og ICD-10. Perioden er blevet kaldt for "den anden biologiske psykiatri". Dens grundlag var, at genetik og hjerneudvikling var årsagerne til sindslidelse, og at psykoaktive midler og uformel psykoterapi var dens løsninger.

### LSD-behandlinger
Et sort sidespring i psykiatriens historie var brugen af hallucinogene stoffer ved behandlingen af psykiatriske patienter. Allerede i 1943 foretoges de første LSD-behandlinger. I 1930'erne fremstillede den schweitsiske medicinfabrik Sandoz et helt nyt men indledningsvist uinteressant molekyle – LSD. I 1943 fik en medarbejder, Albert Hoffmann, lidt LSD ind i munden. I flere timer befandt han sig „i en fantastisk verden domineret af voldsomme følelser, stålende farver“, og alle genstande omkring ham var „i bølgende bevægelse“. Hoffman og en psykiater gav efterfølgende LSD både til raske og psykiatriske patienter. Fra 1955 til 1967 udførte Stanislav Grof ikke mindre end 3.000 LSD-sessioner i Prag. I Danmark skete der også mange LSD-behandlinger, således en intensiv psykoterapeutisk LSD-behandling på Rigshospitalet 1962-1966, men der var også nogle selvmord og mange psykiske skader. Især Frederiksberg Hospital blev siden kritiseret. I 1967 blev LSD-behandling bandlyst i USA efter konstaterede skadevirkninger, herunder afhængighed, men først i 1986 vedtoges en dansk „Lov om erstatning for skader ved LSD-behandling“.

### Psykofarmaka
Allerede i 1940-erne udvikledes der blandt visse læger interesse for at bruge antihistaminer, der var kendt for at have en vis bedøvende virkning. Den franske kirurg Laborit havde konstateret, at antihistaminer egnede sig til at give patienter en afslappet tilstand i forbindelse med kirurgiske indgreb. I 1948 konstaterede man lithiumcarbonats evne til at stabilisere humør op-og nedture ved bipolar lidelse. Medicinalfirmaet Rhōne-Poulenc iværksatte et forskningsprogram for at videreudvikle antihistaminer og syntetiserede et nyt stof, klorpromazin, som Laborit derefter tog i anvendelse. Laborit konstaterede, at hans patienter blev mere ligeglade med omgivelserne men vedvarende var i fuld bevidsthed. Opdagelsen af chlorpromazin effektivitet i behandling af skizofreni i 1952 revolutionerede behandling af lidelsen,  Snart blev der fokuseret mere på virkninger af stoffet, og i 1952 offentliggjorde den franske psykiater Jean Delay artikler om stoffets virkning ved psykoser. Hurtigt blev stoffet taget i brug som virkemiddel mod vrangforestillinger, hallucinatiner og svær psykotisk uro. I 1954 blev det påvist, at stoffet reserpin ligeledes lod sig anvende mod psykiske lidelser. Begge stoffer viste sig imidlertid at have bivirkninger i form af motorisk rastløshed (akathisi). De nye stoffer fik fællesbetegnelsen neuroleptika. I Danmark blev der gjort flere forsøg med neuroleptika, og det danske medicinalfirma Lundbeck kunne i 1958 syntetisere et stof, der lignede klorpromazin, hvilket førte til dels forøget klinisk forskning, dels en forøget behandling med psykofarmaka. Senere fulgte nye stoffer, især fremkomsten af antidepressiver samt forsøg med litium, der viste sig velegnede til at behandle manier og depressioner, men er yderst giftigt selv ved små overdoser. Ikke desto mindre indebar denne forskning, at der nu var sket et afgørende gennembrud, hvilket tillige førte til en bedre forståelse af lidelsernes biologiske baggrund. Biologisk psykiatri vendte og blev for alvor taget i brug i 1970-erne. Psykofarmakologi som en integreret del af psykiatrien startende med Otto Loewis opdagelse af de neuromodulatoriske egenskaber ved acetylcholin; dermed identificerende det som den første kendte neurotransmitter.
Følgen var, at i 1970'erne blev den psykoanalytiske tankegang marginaliseret inden for psykiatrien. Psykoterapi blev stadig brugt, men som en behandling for psykosociale problemer.

#### Dopamin-teorien
I takt med, at vidt forskellige psykofarmaka gav positive resultater, nåede lægerne frem til en forklaring herpå, kendt som dopamin-teorien. Herved forklares årsagen til lidelserne med forstyrrelser i signaloverførslen mellem to nerveceller i hjernen, hvilken formidles af såkaldte transmitterstoffer som serotonin, dopamin, noradrenalin og andre. Hvis disse stoffer udskilles og optages i for store mængder, giver det psykiske lidelser. Ved skizofreni er der således tale om en for høj dopamin-virksomhed i synapsen, og neuroleptika formindsker denne virksomhed. Teorien kan ligeledes forklare hvorfor amfetaminer giver anledning til psykoser, idet amfetamin frigør dopamin i synapsen. Det blev i 1963 påvist, at klorpromazin har en specifik virkning på dopamin ved deres binding til dopamin-receptorer i hjernen. Dopamin-teorien er blevet betegnet som "et paradigmeskift i forståelsen af sindssygdommen" og er endnu ved indgangen til det 21. århundrede fundamentet for behandlingen af patienter.
Dopamin-teorien tåler sammenligning med lægerne Harald Selmers og Christian Geills udtalelser omtrent hundrede år tidligere. Forskellen mellem dem er, at der nu er en dybere indsigt i den måde, hvorpå hjernen fungerer, og at det derfor er muligt at give en mere sammenhængende medicinsk forklaring på de indvirkende mekanismer.

### Da "sidste udvej" blev en rutine
Lobotomien havde været kendt allerede inden 2. verdenskrig, men den skulle først for alvor blive taget i anvendelse efter krigen. Den første operation i Danmark blev udført i 1944. Hverken denne eller en ny operation i 1946 gav overbevisende resultater, men i begge tilfælde bedømte de ansvarlige læger tilstanden som "bedret". Medvirkende til fremme af metodens brug var det tillige, at Moniz i 1949 fik Nobelprisen i medicin/fysiologi for metoden: i de følgende år gennemførtes et stort antal operationer især på patienter, som led af tvangsneuroser, var meget voldelige og/eller urolige eller var diagnosticeret med skizofreni. Frem til begyndelsen af 1980-erne nåede det samlede antal patienter i Danmark, der fik foretaget de hjernekirurgiske indgreb, op på ca. 4.400. Oprindeligt havde sigtet været at kunne udskrive dem efter behandling, men det skulle vise sig, at 67,02% endnu ikke efter 2 år var blevet udskrevet. Samtidig viste adskillige patienter bivirkninger i form af krampeanfald, og 6,36% døde som følge af disse anfald. At man vedblev med behandlingerne må ses i lyset af en holdning formuleret af Arild Faurbye fra Sct. Hans: "Selvom patienten ikke helbredes, betyder ophør af uroen meget: først og fremmest er patienten ikke mere forpint og kan flyttes på en roligere afdeling" og "også for sindssygehospitalerne betyder dette meget, der kan komme et helt andet præg over de urolige afdelinger, og den vanskelige pleje af disse urolige og voldsomme patienter lettes betydeligt for personalet." Oprindeligt tiltænkt som en "sidste udvej" når alle andre behandlingsmåder til at pacificere patienten i dennes adfærd ansås for prøvede, blev det hvide snit i praksis et tiltag, der blev brugt for at lette personalets arbejde på de psykiatriske institutioner. Først i 1974, da Folketingets Ombudsmand efterlyste efterundersøgelser af de i 1970-erne opererede patienter, blev metodens værdi vurderet. Efterundersøgelsen viste, at 37% af patienterne havde fået forværret deres tilstand, 25% var forbedret, 9% var uforandrede. På baggrund heraf sket en stærk opstramning af procedurerne omkring tilladelse til lobotomi, der i realiteten indebar metodens afskaffelse. Det sidste psykokirurgiske indgreb i Danmark blev udført i 1983.

### 1970-80 – Antipsykiatri
I løbet af 1960’erne var der en stigende kritik af de behandlingsmetoder, der var udviklet i psykiatrien. Også psykiaterne selv var blevet opmærksomme på, at de anvendte behandlingsmetoder kunne være forbundet med bivirkninger. Problemet bestod kort sagt i, at en behandlingsmetode med et stof, der virkede gavnligt på visse symptomer, samtidig kunne have en utilsigtet virkning på andre af de menneskelige funktioner, eksempelvis i form af ufrivillige muskelbevægelser, tiltagende vægt og den såkaldte "zombieeffekt", hvor patienterne mistede dele af det normale følelsesliv.
Blandt tidens mest markante kritikere var psykoanalytikeren Thomas Szasz, der skrev bogen "The Myth of Mental Illness" i 1960. Han og andre hævdede, at den medicinske behandlingsmåde afspejlede lægernes afhængighed af medicinalindustrirn. Blandt medicinstuderende blev kritikken – i ungdomsoprørets ånd – lidt af en modesag. Kritikken fandt ligeledes udtryk i film, hvoraf "Gøgereden" fra 1975 blev særlig kendt.
Medvirkende til kritikkens højlydthed var det også, at det blev afsløret, at enkelte læger havde fortsat forsøg med LSD-behandling efter, at disse var blevet forbudte samt den stærkt omdiskuterede brug af lobotomi som kirurgisk behandlingsmåde.
I Danmark dannedes "Galebevægelsen" i 1979 som et folkeligt udtryk for modstanden mod lægernes behandlingsmetoder.
I forsøgene på at finde andre tilgangsmåder, inddroges psykologiske og sociale sammenhænge i analyser omkring sygdommen, men uden at skabe en videnskabelig modvægt, der kunne måle sig med den medicinorienterede behandlings- og forklaringsmetode.

### Decentralisering af psykiatrien
Tilfældet ville, at opmærksomheden omkring de uheldige behandlinger med LSD og psykokirurgiske indgreb skete kort tid efter, at hele psykiatrien var blevet decentraliseret, idet ansvaret gik fra staten til amterne som et led i målsætningen med kommunalreformen 1970. Samtidigt hermed blev der fra politisk side lagt op til besparelser inden for området og dermed til, at behandlingen i stigende grad måtte ske ambulant i stedet for ved indlæggelser. Det faktum, at de offentligt finansierede psykiatriske sygehuse havde begået fejl i deres behandling af patienterne, kombineret med en deraf følgende antipsykiatrisk bevægelse, kunne tjene som retfærdiggørelse heraf.[kilde mangler] Resultatet blev da også, at der i de følgende årtier skete en kraftig reduktion i antallet af sengepladser på de psykiatriske sygehuse, mens distriktspsykiatrien som et tværfagligt behandlingstilbud med lægeligt behandlingsansvar, er blevet udviklet i stedet.

## Ambulant behandling eller indlæggelse (Tiden efter 1980)
Siden 1980 er psykiatrien blevet en integreret del af den almindelige lægepraksis. Egentlige indlæggelser er blevet søgt begrænset mest muligt men kan fortsat forekomme. Medicinsk behandling anvendes fortsat som symptombehandling, ikke helbredelse. Det er imidlertid af væsentlig betydning, at man ved sådanne behandlinger kan bringe sygdommen under en så stærk kontrol, at patienten ofte vil kunne leve en helt normal tilværelse – forudsat regelmæssig medicinindtagelse. Derved er behovet for egentlig indlæggelse betydeligt indskrænket. De fleste tidligere behandlinger, såvel chokterapier, hvis formål var at dræbe eller paralysere skadelige hjerneceller, som de kirurgiske indgreb, der har vist sig ikke at have nogen påviselig gavnlig effekt, er i dag ophørte.
I forskningen har man inddraget genetisk epidemiologi, hvor man dels analyserer genernes betydning for sygdomme i form at genvariationer, polymorfier, for sygdomme, dels miljøfaktorers indvirkning på psykiske lidelser. Store patientregistre er blevet opbyggede og anvendes af forskningen. Der synes at væres en vis tendens blandt psykisk syge til arvelighed, og det er tillige en udbredt forestilling, at brugen af euforiserende stoffer som hash, LSD og andre kan frembringe hjerneskader, der kan medføre psykiske lidelser. 
Sygdomsbillederne er blevet mere differentierede end i ældre tid. Diagnosen skizofreni er ikke længere en entydig diagnose, men er snarere blevet en samlet betegnelse for en række mentale tilstande præget af væsentlige forstyrrelser i tanker og følelsesliv, hvilket differentierer diagnosen såvel som behandlingen noget. Psykiatrien er nu af den opfattelse, at psykiatriske tilstande for en væsentlig del må tilskrives etableringen af mentale "genveje": hvor normale personer normalt udsender signaler fra sted til sted i hjernen, vil psykiatriske patienter så at sige skyde genvej, hvilket for omkringstående kan være svært at følge og derfor opfattes som unormalt. Dertil kommer handlemønstre, der adskiller sig fra normale menneskers, men ligeledes tilskrives hjernens usædvanlige virkemåde; frem for udtrykket syg tales nu i visse lægekredse snarere om anderledes tænkende.[kilde mangler]